# Duitsland op de Olympische Zomerspelen 1992
Duitsland nam deel aan de Olympische Zomerspelen 1992 in Barcelona, Spanje en deed dat als herenigde natie. Duitsland eindigde op de derde plaats in het medailleklassement.

## Medaillewinnaars
| Sport          | Olympiër | Discipline                    | Medaille |
| -------------- | --- | ----------------------------- | -------- |
| Atletiek       | Dieter Baumann | kogelstoten (m)               | Goud     |
| Atletiek       | Heike Drechsler | verspringen (m)               | Goud     |
| Atletiek       | Heike Henkel | hoogspringen (m)              | Goud     |
| Atletiek       | Silke Renk | speerwerpen (m)               | Goud     |
| Boksen         | Andreas Tews | -57kg (m)                     | Goud     |
| Boksen         | Torsten May | -81kg (m)                     | Goud     |
| Gewichtheffen  | Ronny Weller | -110kg (m)                    | Goud     |
| Hockey         | Michael Knauth Christopher Reitz Carsten Fischer Jan-Peter Tewes Volker Fried Klaus Michler Andreas Keller Michael Metz Christian Blunck Sven Meinhardt Michael Hilgers Andreas Becker Stefan Saliger Stefan Tewes Christian Mayerhöfer Oliver Kurtz               | mannen                        | Goud     |
| Kanovaren      | Ulrich Papke Ingo Spelly | C-2 1000m (m)                 | Goud     |
| Kanovaren      | Torsten Gutsche Kay Bluhm | K-2 500m (m)                  | Goud     |
| Kanovaren      | Torsten Gutsche Kay Bluhm | K-2 1000m (m)                 | Goud     |
| Kanovaren      | Oliver Kegel Thomas Reineck Mario von Appen André Wohllebe | K-4 1000m (m)                 | Goud     |
| Kanovaren      | Elisabeth Micheler | K-1 slalom (m)                | Goud     |
| Kanovaren      | Birgit Fischer | K-1 500m (m)                  | Goud     |
| Kanovaren      | Anke Nothnagel-Von Seck Ramona Portwich | K-2 500m (m)                  | Goud     |
| Paardensport   | Nicole Uphoff | dressuur individueel          | Goud     |
| Paardensport   | Klaus Balkenhol Monica Theodorescu Nicole Uphoff Isabell Werth | dressuur team                 | Goud     |
| Paardensport   | Nicole Uphoff | springconcours individueel    | Goud     |
| Roeien         | Thomas Lange | skiff (m)                     | Goud     |
| Roeien         | Andreas Hajek Michael Steinbach Stephan Volkert André Willms | dubbel-vier (m)               | Goud     |
| Roeien         | Kathrin Boron Kerstin Köppen | dubbel-twee (v)               | Goud     |
| Roeien         | Kerstin Müller Kristina Mundt Birgit Peter Sybille Schmidt | dubbel-vier (v)               | Goud     |
| Schermen       | Elmar Borrmann Robert Felisiak Uwe Proske Vladimir Resnitschenko Arnd Schmitt | degen team (m)                | Goud     |
| Schermen       | Alexander Koch Ulrich Schreck Udo Wagner Thorsten Weidner Ingo Weissenborn | floret team (m)               | Goud     |
| Schietsport    | Ralf Schumann | 25m snelvuurpistool (m)       | Goud     |
| Schietsport    | Michael Jakosits | 10m lopende schijf (m)        | Goud     |
| Tennis         | Boris Becker Michael Stich | dubbelspel (m)                | Goud     |
| Wielersport    | Jens Fiedler | sprint (m)                    | Goud     |
| Wielersport    | Guido Fulst Michael Glöckner Jens Lehmann Stefan Steinweg Andreas Walzer | ploegenachtervolging (m)      | Goud     |
| Wielersport    | Bernd Dittert Christian Meyer Uwe Peschel Michael Rich | ploegentijdrit (m)            | Goud     |
| Wielersport    | Petra Roßner | individuele achtervolging (v) | Goud     |
| Worstelen      | Ronny Weller | -90kg Grieks-Romeins (m)      | Goud     |
| Zwemmen        | Dagmar Hase | 400m vrije slag (v)           | Goud     |
| Atletiek       | Jürgen Schult | discuswerpen (m)              | Zilver   |
| Boksen         | Marco Rudolph | -60kg (m)                     | Zilver   |
| Gymnastiek     | Andreas Wecker | rekstok (m)                   | Zilver   |
| Hockey         | Britta Becker Tanja Dickenscheid Nadine Ernsting-Krienke Christine Ferneck Eva Hagenbäumer Franziska Hentschel Caren Jungjohann Katrin Kauschke Irina Kuhnt Heike Lätzsch Susanne Müller Tina Peters Simone Thomaschinski Bianca Weiß Anke Wild Susie Wollschläger | vrouwen                       | Zilver   |
| Kanovaren      | Ulrich Papke Ingo Spelly | C-2 500m (m)                  | Zilver   |
| Kanovaren      | Katrin Borchert Birgit Fischer Anke Nothnagel-Von Seck Ramona Portwich | K-4 500m (m)                  | Zilver   |
| Paardensport   | Isabell Werth | dressuur individueel          | Zilver   |
| Paardensport   | Herbert Blöcker | eventing individueel          | Zilver   |
| Roeien         | Peter Hoeltzenbein Colin von Ettingshausen | twee-zonder (m)               | Zilver   |
| Roeien         | Ralf Brudel Karsten Finger Uwe Kellner Thoralf Peters Hendrik Reiher | vier-met (m)                  | Zilver   |
| Roeien         | Ingeburg Schwerzmann Stefani Werremeier | twee-zonder (v)               | Zilver   |
| Schermen       | Sabine Bau Annette Dobmeier Anja Fichtel-Mauritz Zita-Eva Funkenhauser Monika Weber | floret team (v)               | Zilver   |
| Tafeltennis    | Steffen Fetzner Jörg Roßkopf | dubbelspel (m)                | Zilver   |
| Tennis         | Steffi Graf | enkelspel (v)                 | Zilver   |
| Wielersport    | Jens Lehmann | individuele achtervolging (m) | Zilver   |
| Wielersport    | Annett Neumann | sprint (v)                    | Zilver   |
| Worstelen      | Heiko Balz | -100kg vrije stijl (m)        | Zilver   |
| Worstelen      | Rifat Yildiz | -57kg Grieks-Romeins (m)      | Zilver   |
| Zwemmen        | Franziska van Almsick | 200m vrije slag (v)           | Zilver   |
| Zwemmen        | Dagmar Hase | 200m rugslag (v)              | Zilver   |
| Zwemmen        | Jana Dörries Dagmar Hase Daniela Hunger Franziska van Almsick Daniela Brendel Bettina Ustrowski Simone Osygus | 4x100m wisselslag (v)         | Zilver   |
| Atletiek       | Stephan Freigang | marathon (m)                  | Brons    |
| Atletiek       | Ronald Weigel | 50km snelwandelen (m)         | Brons    |
| Atletiek       | Kathrin Neimke | kogelstoten (v)               | Brons    |
| Atletiek       | Karen Forkel | speerwerpen (v)               | Brons    |
| Atletiek       | Sabine Braun | zevenkamp (v)                 | Brons    |
| Boksen         | Jan Quast | -48kg (m)                     | Brons    |
| Gewichtheffen  | Andreas Behm | -67,5kg (m)                   | Brons    |
| Gewichtheffen  | Manfred Nerlinger | +110kg (m)                    | Brons    |
| Gymnastiek     | Andreas Wecker | paard voltige (m)             | Brons    |
| Gymnastiek     | Andreas Wecker | ringen (m)                    | Brons    |
| Judo           | Richard Trautmann | -60kg (m)                     | Brons    |
| Judo           | Udo Quellmalz | -65kg (m)                     | Brons    |
| Kanovaren      | Jochen Lettmann | K-1 slalom (m)                | Brons    |
| Kanovaren      | Olaf Heukrodt | C-1 500m (m)                  | Brons    |
| Paardensport   | Klaus Balkenhol | dressuur individueel          | Brons    |
| Paardensport   | Herbert Blöcker Ralf Ehrenbrink Cord Mysegaes | eventing team                 | Brons    |
| Roeien         | Roland Baar Armin Eichholz Detlef Kirchhoff Manfred Klein Bahne Rabe Frank Richter Hans Sennewald Thorsten Streppelhoff Ansgar Wessling | acht (m)                      | Brons    |
| Roeien         | Antje Frank Annette Hohn Gabriele Mehl Birte Siech | vier-zonder (m)               | Brons    |
| Roeien         | Sylvia Dördelmann Kathrin Haacker Christiane Harzendorf Daniela Neunast Cerstin Petersmann Dana Pyritz Annegret Strauch Ute Wagner Judith Zeidler | acht (v)                      | Brons    |
| Schietsport    | Johann Riederer | 10m luchtgeweer (m)           | Brons    |
| Schoonspringen | Brita Baldus | 3m plank (v)                  | Brons    |
| Zwemmen        | Hoffmann | 1500m vrije slag (m)          | Brons    |
| Zwemmen        | Mark Pinger Dirk Richter Christian Tröger Steffen Zesner Andreas Szigat Bengt Zikarsky | 4x100m vrije slag (m)         | Brons    |
| Zwemmen        | Franziska van Almsick | 100m vrije slag (v)           | Brons    |
| Zwemmen        | Kerstin Kielgaß | 200m vrije slag (v)           | Brons    |
| Zwemmen        | Jana Henke | 800m vrije slag (v)           | Brons    |
| Zwemmen        | Daniela Hunger | 200m wisselslag (v)           | Brons    |
| Zwemmen        | Daniela Hunger Simone Osygus Manuela Stellmach Franziska van Almsick Kerstin Kielgass Annette Hadding | 4x100m vrije slag (v)         | Brons    |

## Deelnemers en resultaten

### Atletiek
| Olympiër                                                      | Discipline             | Resultaat | Prestatie                                                                                           |
| ------------------------------------------------------------- | ---------------------- | --------- | --------------------------------------------------------------------------------------------------- |
| Rico Lieder                                                   | 400m (m)               | 20e       | serie 3: 3de in 45,86 kwartfinale 1: 6de in 45,86                                                   |
| Thomas Schönlebe                                              | 400m (m)               | 17e       | serie 2: 3de in 46,26 kwartfinale 4: 5de in 45,46                                                   |
| Jörg Haas                                                     | 800m (m)               | 36e       | serie 1: 5de in 1.50,42                                                                             |
| Hauke Fuhlbrügge                                              | 1500m (m)              | 16e       | serie 2: 6de in 3.38,92 halve finale 2: 11de in 3.38,45                                             |
| Jens-Peter Herold                                             | 1500m (m)              | 6e        | serie 4: 3de in 3.36,76 halve finale 1: 5de in 3.39,55 finale: 6de in 3.41,53                       |
| Rüdiger Stenzel                                               | 1500m (m)              | 17e       | serie 3: 5de in 3.44,70 halve finale 1: 8ste in 3.40,23                                             |
| Dieter Baumann                                                | 5000m (m)              | Goud      | serie 3: 1ste in 13.20,82 finale: 1ste in 13.12,52                                                  |
| Carsten Eich                                                  | 10000m (m)             | 34e       | serie 2: 16de in 29.22,19                                                                           |
| Stéphane Franke                                               | 10000m (m)             | 26e       | serie 1: 14de in 28.52,83                                                                           |
| Dietmar Koszewski                                             | 110m horden (m)        | 14e       | serie 4: 5de in 13,64 kwartfinale 3: 6de in 13,78 halve finale 1: 7de in 14,06                      |
| Florian Schwarthoff                                           | 110m horden (m)        | 26e       | serie 5: 2de in 13,61 kwartfinale 1: 2de in 13,31 halve finale 1: 2de in 13,23 finale: 5de in 13,29 |
| Olaf Hense                                                    | 400m horden (m)        | DNF       | serie 2: 2de in 49,97 halve finale 2: niet gestart                                                  |
| Carsten Köhrbrück                                             | 400m horden (m)        | 11e       | serie 4: 2de in 49,37 halve finale 1: 7de in 49,41                                                  |
| Steffen Brand                                                 | 3000m steeplechase (m) | 5e        | serie 1: 4de in 8.30,03 halve finale 1: 2de in 8.26,12 finale: 5de in 8.16,60                       |
| Hagen Melzer                                                  | 3000m steeplechase (m) | 20e       | serie 2: 8ste in 8.31,89 halve finale 2: 11de in 8.38,07                                            |
| Rico Lieder Ralph Pfersich Thomas Schönlebe Jörg Vaihinger    | 4x400m (m)             | DSQ       | serie 3: gediskwalificeerd                                                                          |
| Konrad Dobler                                                 | marathon (m)           | 49e       | 2:23.44                                                                                             |
| Stephan Freigang                                              | marathon (m)           | Brons     | 2:14.00                                                                                             |
| Robert Ihly                                                   | 20km snelwandelen (m)  | 11e       | 1:26.56                                                                                             |
| Axel Noack                                                    | 20km snelwandelen (m)  | 20e       | 1:29.55                                                                                             |
| Hartwig Gauder                                                | 50km snelwandelen (m)  | 6e        | 3:56.47                                                                                             |
| Ronald Weigel                                                 | 50km snelwandelen (m)  | Brons     | 3:53.45                                                                                             |
| Dietmar Haaf                                                  | verspringen (m)        | 14e       | kwalificatie groep B: 8ste met 7,85m                                                                |
| Konstantin Krause                                             | verspringen (m)        | 32e       | kwalificatie groep A: 15de met 7,50m                                                                |
| Ralf Jaros                                                    | hink-stap-springen (m) | 13e       | kwalificatie groep B: 8ste met 16,89m                                                               |
| Hendrik Beyer                                                 | hoogspringen (m)       | 21e       | kwalificatie groep A: 12de met 2,20m                                                                |
| Dietmar Mögenburg                                             | hoogspringen (m)       | 25e       | kwalificatie groep A: 14de met 2,15m                                                                |
| Ralf Sonn                                                     | hoogspringen (m)       | 6e        | kwalificatie groep B: 6de met 2,26m finale: 6de met 2,31m                                           |
| Udo Beyer                                                     | kogelstoten (m)        | 19e       | kwalificatie groep A: 10de met 18,47m                                                               |
| Kalman Konya                                                  | kogelstoten (m)        | DNS       | kwalificatie groep A: niet gestart                                                                  |
| Ulf Timmermann                                                | kogelstoten (m)        | 5e        | kwalificatie groep B: 4de met 19,93m finale: 5de met 20,49m                                         |
| Lars Riedel                                                   | discuswerpen (m)       | 14e       | kwalificatie groep A: 7de met 59,98m                                                                |
| Jürgen Schult                                                 | discuswerpen (m)       | Zilver    | kwalificatie groep B: 2de met 63,46m finale: 2de met 64,94m                                         |
| Volker Hadwich                                                | speerwerpen (m)        | 12e       | kwalificatie groep B: 1ste met 81,10m finale: 12de met 75,28m                                       |
| Claus Dethloff                                                | kogelslingeren (m)     | 14e       | kwalificatie groep B: 9de met 73,64m                                                                |
| Heinz Weis                                                    | kogelslingeren (m)     | 6e        | kwalificatie groep A: 6de met 74,86m finale: 6de met 76,90m                                         |
| Thorsten Dauth                                                | tienkamp (m)           | 17e       | 7951 punten                                                                                         |
| Paul Meier                                                    | tienkamp (m)           | 6e        | 8192 punten                                                                                         |
| Frank Müller                                                  | tienkamp (m)           | 13e       | 8066 punten                                                                                         |
|                                                               |                        |           | |
| Andrea Philipp                                                | 100m (v)               | 24e       | serie 5: 4de in 11,73 kwartfinale 3: 6de in 11,67                                                   |
| Sabine Günther                                                | 200m (v)               | 20e       | serie 5: 2de in 23,41 kwartfinale 3: 5de in 23,10                                                   |
| Silke-Beate Knoll                                             | 200m (v)               | 9e        | serie 4: 1ste in 22,83 kwartfinale 1: 4de in 22,46 halve finale 1: 5de in 22,60                     |
| Andrea Thomas                                                 | 200m (v)               | 21e       | serie 2: 5de in 23,52 kwartfinale 4: 5de in 23,19                                                   |
| Anja Rücker                                                   | 400m (v)               | 18e       | serie 4: 4de in 52,24 kwartfinale 2: 5de in 52,05                                                   |
| Sigrun Grau                                                   | 800m (v)               | 20e       | serie 1: 1ste in 2.00,31 halve finale 2: 5de in 2.00,91                                             |
| Christine Wachtel                                             | 800m (v)               | 18e       | serie 2: 4de in 2.01,39                                                                             |
| Sabine Zwiener                                                | 800m (v)               | 13e       | serie 3: 4de in 2.00,87 halve finale 1: 8ste in 2.02,64                                             |
| Ellen Kießling                                                | 1500m (v)              | DNF       | serie 2: niet gefinisht                                                                             |
| Uta Pippig                                                    | 10000m (v)             | 7e        | serie 1: 4de in 32.07,28 finale: 7de in 31.36,45                                                    |
| Kerstin Preßler                                               | 10000m (v)             | 18e       | serie 2: 4de in 2.01,39                                                                             |
| Kathrin Ullrich-Weßel                                         | 10000m (v)             | 13e       | serie 3: 4de in 2.00,87 halve finale 1: 8ste in 2.02,64                                             |
| Caren Jung                                                    | 100m horden (v)        | DSQ       | serie 4: gediskwalificeerd                                                                          |
| Kristin Patzwahl                                              | 100m horden (v)        | 14e       | serie 2: 2de in 13,11 kwartfinale 2: 6de in 13,16 halve finale 1: 7de in 13,44                      |
| Gabi Roth                                                     | 100m horden (v)        | 9e        | serie 5: 3de in 13,12 kwartfinale 3: 5de in 13,28 halve finale 2: 6de in 13,22                      |
| Linda Kisabaka                                                | 400m horden (v)        | DNS       | serie 1: niet gestart                                                                               |
| Heike Meißner                                                 | 400m horden (v)        | 12e       | serie 2: 2de in 55,62 halve finale 1: 6de in 55,35                                                  |
| Silvia Rieger                                                 | 400m horden (v)        | 17e       | serie 4: 4de in 56,61                                                                               |
| Andrea Philipp Silke-Beate Knoll Andrea Thomas Sabine Günther | 4x100m (v)             | 5e        | serie 1: 3de in 43,32 finale: 5de in 43,12                                                          |
| Uta Rohländer Heike Meissner Linda Kisabaka Anja Rücker       | 4x400m (v)             | 6e        | serie 2: 3de in 3.26,25 finale: 6de in 3.26,37                                                      |
| Katrin Dörre-Heinig                                           | marathon (v)           | 5e        | 2:36.48                                                                                             |
| Birgit Jerschabek                                             | marathon (v)           | 15e       | 2:42.45                                                                                             |
| Beate Anders-Gummelt                                          | 10km snelwandelen (v)  | 16e       | 46.31                                                                                               |
| Kathrin Born-Boyde                                            | 10km snelwandelen (v)  | 33e       | 50.21                                                                                               |
| Heike Drechsler                                               | verspringen (v)        | Goud      | kwalificatie groep A: 1ste met 7,08m finale: 1ste met 7,14m                                         |
| Helga Radtke                                                  | verspringen (v)        | 19e       | kwalificatie groep A: 8ste met 6,42m                                                                |
| Susen Tiedtke                                                 | verspringen (v)        | 8e        | kwalificatie groep B: 4de met 6,74m finale: 8ste met 6,60m                                          |
| Marion Goldkamp                                               | hoogspringen (v)       | 28e       | kwalificatie groep A: 13de met 1,86m                                                                |
| Birgit Kähler                                                 | hoogspringen (v)       | 11e       | kwalificatie groep A: 3de met 1,92m finale: 11de met 1,88m                                          |
| Heike Redetzky-Henkel                                         | hoogspringen (v)       | Goud      | kwalificatie groep B: 1ste met 1,92m finale: 1ste met 2,02m                                         |
| Kathrin Neimke                                                | kogelstoten (v)        | Brons     | kwalificatie groep B: 2de met 19,13m finale: 3de met 19,78m                                         |
| Stephanie Storp                                               | kogelstoten (v)        | 7e        | kwalificatie groep A: 4de met 18,58m finale: 7de met 19,10m                                         |
| Franka Dietzsch                                               | discuswerpen (v)       | 12e       | kwalificatie groep B: 4de met 63,60m finale: 12de met 60,24m                                        |
| Martina Hellmann                                              | discuswerpen (v)       | 14e       | kwalificatie groep A: 6de met 60,52m                                                                |
| Ilke Wyludda                                                  | discuswerpen (v)       | Goud      | kwalificatie groep B: 3de met 64,26m finale: 9de met 62,16m                                         |
| Karen Forkel                                                  | speerwerpen (v)        | Brons     | kwalificatie groep B: 2de met 65,44m finale: 3de met 66,86m                                         |
| Petra Meier-Felke                                             | speerwerpen (v)        | 14e       | kwalificatie groep A: 5de met 60,58m finale: 7de met 59,02m                                         |
| Silke Renk                                                    | speerwerpen (v)        | Goud      | kwalificatie groep B: 3de met 65,38m finale: 1ste met 68,34m                                        |
| Peggy Beer                                                    | zevenkamp (v)          | Brons     | 6649 punten                                                                                         |
| Sabine Braun                                                  | zevenkamp (v)          | 6e        | 6434 punten                                                                                         |
| Birgit Clarius                                                | zevenkamp (v)          | 7e        | 6388 punten                                                                                         |

### Badminton
| Olympiër                     | Discipline     | Resultaat | Prestatie                                                                                      |
| ---------------------------- | -------------- | --------- | ---------------------------------------------------------------------------------------------- |
| Stephan Kuhl                 | enkelspel (m)  | 33e       | 1ste ronde: V van AUT Koch: 15-17, 15-12, 2-15                                                 |
| Stefan Frey Stephan Kuhl     | dubbelspel (m) | 17e       | 1ste ronde: V van GBR Ponting/Wright: 7-15, 9-15                                               |
|                              |                |           |                                                                                                |
| Katrin Schmidt               | enkelspel (m)  | 17e       | 1ste ronde: W van BUL Koleva: 11-6, 11-1 2de ronde: V van CAN Piche: 5-11, 8-11                |
| Kerstin Ubben                | enkelspel (m)  | 33e       | 1ste ronde: V van JPN Mizui: 4-11, 1-11                                                        |
| Katrin Schmidt Kerstin Ubben | dubbelspel (v) | 9e        | 1ste ronde: W van HUN Dako/Forian: 15-7, 15-9 2de ronde: V van GBR Bradbury/Clark: 14-18, 5-15 |

### Basketbal
| Olympiër | Discipline | Resultaat | Prestatie |
| --- | ---------- | --------- | --- |
| Armin Andres Arnd Neuhaus Detlef Schrempf Gunther Behnke Hansi Gnad Henning Harnisch Henrik Rödl Jens Kujawa Kai Nürnberger Michael Jackel Stephan Baeck Uwe Blab | mannen     | 7e        | groep A: 4de W van Spanje: 83-74 W van Angola: 64-63 V van Verenigde Staten: 68-111 V van Kroatië: 78-99 V van Brazilië: 76-85 kwartfinale: V van EUN: 76-83 5-8ste plek: V van Australië: 79-109 7-8ste plek: W van Puerto Rico: 96-86 |

| Groep A |                  |             |             |             |        |        |        |        |
| #       | Land             | Wedstrijden | Wedstrijden | Wedstrijden | Punten | Punten | Punten | Punten |
| #       | Land             | G           | W           | V           | V      | T      | Saldo  | Punten |
| 1       | Verenigde Staten | 5           | 5           | 0           | 579    | 350    | +229   | 10     |
| 2       | Kroatië          | 5           | 4           | 1           | 423    | 400    | +23    | 9      |
| 3       | Brazilië         | 5           | 2           | 3           | 420    | 463    | -43    | 7      |
| 4       | Duitsland        | 5           | 2           | 3           | 369    | 432    | -63    | 7      |
| 5       | Angola           | 5           | 1           | 4           | 324    | 392    | -68    | 6      |
| 6       | Spanje           | 5           | 1           | 4           | 398    | 476    | -78    | 6      |

| Ronde       | Datum     | Plaats           | Land   | Score     | Land |
| ----------- | --------- | ---------------- | ------ | --------- | ---- |
| Groepsfase  |           |                  |        |           |      |
| 26 juli     | Barcelona | Duitsland        | 83-74  | Spanje    |      |
| 27 juli     | Barcelona | Angola           | 63-64  | Duitsland |      |
| 29 juli     | Barcelona | Verenigde Staten | 111-68 | Duitsland |      |
| 31 juli     | Barcelona | Kroatië          | 99-78  | Duitsland |      |
| 2 augustus  | Barcelona | Duitsland        | 76-85  | Brazilië  |      |
| Kwartfinale |           |                  |        |           |      |
| 4 augustus  | Barcelona | EUN              | 83-76  | Duitsland |      |
| 5-8ste plek |           |                  |        |           |      |
| 6 augustus  | Barcelona | Australië        | 109-79 | Duitsland |      |
| 7-8ste plek |           |                  |        |           |      |
| 8 augustus  | Barcelona | Puerto Rico      | 86-96  | Duitsland |      |

### Boksen
| Olympiër      | Discipline  | Resultaat | Prestatie |
| ------------- | ----------- | --------- | --- |
| Jan Quast     | -48kg (m)   | Brons     | 1ste ronde: W van MAR Zbir: 6-0 2de ronde: W van THA Phosuwan: 11-2 kwartfinale: W van ROU Barbu: 17-8 halve finale: V van BUL Petrov: 9-15                                                 |
| Mario Loch    | -51kg (m)   | 9e        | 1ste ronde: W van THA Khadpo: scheidsrechterlijke beslissing 2de ronde: V van VEN Serradas: 4-9                                                                                             |
| Dieter Berg   | -54kg (m)   | 17e       | 1ste ronde: V van MAR Achik: 0-3 |
| Andreas Tews  | -57kg (m)   | Goud      | 1ste ronde: W van BUL Kirkorov: 9-5 2de ronde: W van FRA Lifa: 9-4 kwartfinale: W van KOR Park: 17-7 halve finale: W van ALG Soltani: 11-1 finale: W van ESP Reyes: 16-9                    |
| Marco Rudolph | -60kg (m)   | Zilver    | 1ste ronde: W van ROU Nistor: 10-5 2de ronde: W van POL Snarski: 10-1 kwartfinale: W van FRA Lorcy: 13-10 halve finale: W van MGL Bayersaikhan: walk-over finale: V van USA De La Hoya: 2-7 |
| Andreas Zülow | -63,5kg (m) | 9e        | 1ste ronde: W van KOR Kim: 12-0 2de ronde: V van CUB Vinent: 2-14 |
| Andreas Otto  | -67kg (m)   | 5e        | 1ste ronde: W van GUY Luis: 8-7 2de ronde: W van NCA Romero: scheidsrechterlijke beslissing kwartfinale: V van IRL Carruth: 22-35                                                           |
| Markus Beyer  | -71kg (m)   | 9e        | 1ste ronde: W van NZL Figota: 16-12 2de ronde: V van CUB Lemus: scheidsrechterlijke beslissing                                                                                              |
| Sven Ottke    | -75kg (m)   | 5e        | 1ste ronde: W van PUR Santiago: 15-2 2de ronde: W van DEN Lentz: 9-2 kwartfinale: V van CUB Hernández: 6-14                                                                                 |
| Torsten May   | -81kg (m)   | Goud      | 1ste ronde: W van PRK Kim: 9-1 2de ronde: W van CAN Brown: 7-1 kwartfinale: W van USA Griffin: 6-4 halve finale: W van POL Bartnik: 8-6 finale: W van EUN Zaulychnyi: 8-3                   |
| Bert Teuchert | -91kg (m)   | 9e        | 1ste ronde: W van ARG Ibarra: 5-1 2de ronde: V van CUB Savón: 2-11 |
| Willi Fischer | +91kg (m)   | 5e        | 1ste ronde: W van MAR Sarir: scheidsrechterlijke beslissing 2de ronde: W van NED Nijman: 22-5 kwartfinale: V van BUL Rusinov: 5-8                                                           |

### Boogschieten
| Olympiër                                     | Discipline      | Resultaat | Prestatie                                                                         |
| -------------------------------------------- | --------------- | --------- | --------------------------------------------------------------------------------- |
| Andreas Lippoldt                             | individueel (m) | 43e       | plaatsingsronde: 43ste met 1256 punten                                            |
| Frank Marzoch                                | individueel (m) | 17e       | plaatsingsronde: 32ste met 1283 punten 1ste ronde: V van NOR Grov: 94-106         |
| Marc Rösicke                                 | individueel (m) | 38e       | plaatsingsronde: 38ste met 1260 punten                                            |
| Andreas Lippoldt Frank Marzoch Marc Rösicke  | team (m)        | 9e        | plaatsingsronde: 11de met 3799 punten 1ste ronde: V van Groot-Brittannië: 231-233 |
|                                              |                 |           |                                                                                   |
| Astrid Hänschen                              | individueel (v) | 43e       | plaatsingsronde: 43ste met 1245 punten                                            |
| Cornelia Pfohl                               | individueel (v) | 44e       | plaatsingsronde: 44ste met 1239 punten                                            |
| Marion Wagner                                | individueel (v) | 53e       | plaatsingsronde: 53ste met 1207 punten                                            |
| Astrid Hänschen Cornelia Pfohl Marion Wagner | team (v)        | 9e        | plaatsingsronde: 15de met 3691 punten 1ste ronde: V van EUN: 234-242              |

### Gewichtheffen
| Olympiër          | Discipline  | Resultaat | Prestatie                                                        |
| ----------------- | ----------- | --------- | ---------------------------------------------------------------- |
| Marco Spanehl     | -60kg (m)   | 13e       | trekken: 14de met 117,5kg stoten: 10de met 150kg totaal: 267,5kg |
| Andreas Behm      | -67,5kg (m) | Brons     | trekken: 3de met 140kg stoten: 3de met 175kg totaal: 320kg       |
| Oliver Caruso     | -75kg (m)   | 16e       | trekken: 14de met 145kg stoten: 14de met 180kg totaal: 325kg     |
| Ingo Steinhöfel   | -75kg (m)   | 5e        | trekken: 3de met 155kg stoten: 4de met 192,5kg totaal: 347,5kg   |
| Marc Huster       | -82,5kg (m) | 7e        | trekken: 4de met 165kg stoten: 3de met 202,5kg totaal: 367,5kg   |
| Udo Guse          | -100kg (m)  | 7e        | trekken: 9de met 167,5kg stoten: 5de met 210kg totaal: 377,5kg   |
| Frank Seipelt     | -110kg (m)  | 16e       | trekken: 10de met 170kg stoten: 5de met 220kg totaal: 390kg      |
| Ronny Weller      | -110kg (m)  | Goud      | trekken: 1ste met 192,5kg stoten: 1ste met 240kg totaal: 432,5kg |
| Manfred Nerlinger | +110kg (m)  | Brons     | trekken: 4de met 180kg stoten: 3de met 232,5kg totaal: 412,5kg   |
| Martin Zawieja    | +110kg (m)  | 9e        | trekken: 7de met 170kg stoten: 10de met 210kg totaal: 380kg      |

### Gymnastiek
| Olympiër                                                                          | Discipline               | Resultaat | Prestatie                                                              |
| Ritmisch                                                                          | Ritmisch                 | Ritmisch  | Ritmisch                                                               |
| --------------------------------------------------------------------------------- | ------------------------ | --------- | ---------------------------------------------------------------------- |
| Christiane Klumpp                                                                 | individueel (v)          | 10e       | kwalificatie: 20ste met 36,350 punten finale: 10de met 45,975 punten   |
| Turnen                                                                            |                          |           |                                                                        |
| Sylvio Kroll                                                                      | sprong (m)               | 6e        | kwalificatie: 7de met 19,250 punten finale: 6de met 9,662 punten       |
| Andreas Wecker                                                                    | brug (m)                 | 7e        | kwalificatie: 6de met 19,375 punten finale: 7de met 9,612 punten       |
| Andreas Wecker                                                                    | vloer (m)                | 7e        | kwalificatie: 6de met 19,475 punten finale: 7de met 9,687 punten       |
| Andreas Wecker                                                                    | rekstok (m)              | Zilver    | kwalificatie: 2de met 19,600 punten finale: 2de met 9,837 punten       |
| Andreas Wecker                                                                    | ringen (m)               | Brons     | kwalificatie: 2de met 19,750 punten finale: 3de met 9,862 punten       |
| Andreas Wecker                                                                    | paard voltige (m)        | Brons     | kwalificatie: 3de met 19,550 punten finale: 3de met 9,887 punten       |
| Ralf Büchner                                                                      | meerkamp individueel (m) | 33e       | kwalificatie: 33ste met 114,400 punten                                 |
| Mario Franke                                                                      | meerkamp individueel (m) | 50e       | kwalificatie: 50ste met 113,175 punten                                 |
| Sylvio Kroll                                                                      | meerkamp individueel (m) | 26e       | kwalificatie: 26ste met 114,850 punten finale: 26ste met 56,700 punten |
| Sven Tippelt                                                                      | meerkamp individueel (m) | 41e       | kwalificatie: 41ste met 113,775 punten                                 |
| Oliver Walther                                                                    | meerkamp individueel (m) | 13e       | kwalificatie: 31ste met 114,425 punten finale: 13de met 57,475 punten  |
| Andreas Wecker                                                                    | meerkamp individueel (m) | 4e        | kwalificatie: 4de met 116,875 punten finale: 4de met 58,450 punten     |
| Ralf Büchner Mario Franke Sylvio Kroll Sven Tippelt Oliver Walther Andreas Wecker | meerkamp team (m)        | 4e        | 575,575 punten                                                         |
|                                                                                   |                          |           |                                                                        |
| Jana Günther                                                                      | meerkamp individueel (v) | 56e       | kwalificatie: 56ste met 76,835 punten                                  |
| Annette Potempa                                                                   | meerkamp individueel (v) | 74e       | kwalificatie: 74ste met 75,922 punten                                  |
| Anke Schönfelder                                                                  | meerkamp individueel (v) | 71e       | kwalificatie: 71ste met 76,148 punten                                  |
| Diana Schröder                                                                    | meerkamp individueel (v) | 29e       | kwalificatie: 40ste met 77,460 punten finale: 29ste met 38,624 punten  |
| Kathleen Stark                                                                    | meerkamp individueel (v) | 32e       | kwalificatie: 34ste met 77,797 punten finale: 32ste met 38,274 punten  |
| Gabriele Weller                                                                   | meerkamp individueel (v) | 73e       | kwalificatie: 73ste met 75,948 punten                                  |

### Handbal

#### Mannen
| Olympiër | Discipline | Resultaat | Prestatie |
| --- | ---------- | --------- | --- |
| Andreas Thiel Bernd Roos Frank-Michael Wahl Hendrik Ochel Holger Schneider Holger Winselmann Jan Holpert Jochen Fraatz Klaus-Dieter Petersen Matthias Hahn Michael Klemm Michael Krieter Richard Ratka Stephan Hauck Volker Zerbe Wolfgang Schwenke | mannen     | 10e       | groep B: 5de V van EUN: 15-25 G van Roemenië: 20-20 V van Frankrijk: 20-23 W van Egypte: 24-16 V van Spanje: 18-19 9-10de plek: V van Tsjecho-Slowakije: 19-20 |

| Groep B |           |             |             |             |             |            |            |            |        |
| #       | Land      | Wedstrijden | Wedstrijden | Wedstrijden | Wedstrijden | Doelpunten | Doelpunten | Doelpunten | Punten |
| #       | Land      | G           | W           | G           | V           | V          | T          | Saldo      | Punten |
| 1       | EUN       | 5           | 5           | 0           | 0           | 121        | 98         | +23        | 10     |
| 2       | Frankrijk | 5           | 4           | 0           | 1           | 111        | 98         | +13        | 8      |
| 3       | Spanje    | 5           | 3           | 0           | 2           | 97         | 98         | -1         | 6      |
| 4       | Roemenië  | 5           | 1           | 1           | 3           | 107        | 115        | -8         | 3      |
| 5       | Duitsland | 5           | 1           | 1           | 3           | 97         | 103        | -6         | 3      |
| 6       | Egypte    | 5           | 0           | 0           | 5           | 92         | 113        | -21        | 0      |

| Ronde       | Datum     | Plaats            | Land  | Score     | Land |
| ----------- | --------- | ----------------- | ----- | --------- | ---- |
| Groepsfase  |           |                   |       |           |      |
| 27 juli     | Barcelona | EUN               | 25-15 | Duitsland |      |
| 29 juli     | Barcelona | Duitsland         | 20-20 | Roemenië  |      |
| 31 juli     | Barcelona | Duitsland         | 20-23 | Frankrijk |      |
| 2 augustus  | Barcelona | Egypte            | 16-24 | Duitsland |      |
| 4 augustus  | Barcelona | Spanje            | 19-18 | Duitsland |      |
| 9-10de plek |           |                   |       |           |      |
| 7 augustus  | Barcelona | Tsjecho-Slowakije | 20-19 | Duitsland |      |

#### Vrouwen
| Olympiër | Discipline | Resultaat | Prestatie |
| --- | ---------- | --------- | --- |
| Andrea Bölk Andrea Stolletz Anja Krüger Bianca Urbanke Birgit Wagner Carola Ciszewski Eike Bram Elena Leonte Gabriele Palme Kerstin Mühlner Michaela Erler Rita Köster Sabine Adamik Silke Fittinger Silvia Schmitt Sybille Gruner | mannen     | 4e        | groep A: 2de W van Nigeria: 32-17 W van Verenigde Staten: 32-16 V van EUN: 22-28 halve finale: V van Zuid-Korea: 25-26 bronzen finale: V van Gezamenlijk team: 20-24 |

| Groep A |                  |             |             |             |             |            |            |            |        |
| #       | Land             | Wedstrijden | Wedstrijden | Wedstrijden | Wedstrijden | Doelpunten | Doelpunten | Doelpunten | Punten |
| #       | Land             | G           | W           | G           | V           | V          | T          | Saldo      | Punten |
| 1       | EUN              | 3           | 3           | 0           | 0           | 77         | 56         | +21        | 6      |
| 2       | Duitsland        | 3           | 2           | 0           | 1           | 86         | 61         | +25        | 4      |
| 3       | Verenigde Staten | 3           | 1           | 0           | 2           | 55         | 76         | -21        | 2      |
| 4       | Nigeria          | 3           | 0           | 0           | 3           | 56         | 81         | -25        | 0      |

| Ronde          | Datum     | Plaats           | Land  | Score            | Land |
| -------------- | --------- | ---------------- | ----- | ---------------- | ---- |
| Groepsfase     |           |                  |       |                  |      |
| 30 juli        | Barcelona | Duitsland        | 32-17 | Nigeria          |      |
| 1 augustus     | Barcelona | Verenigde Staten | 16-32 | Duitsland        |      |
| 3 augustus     | Barcelona | EUN              | 28-22 | Duitsland        |      |
| Halve finale   |           |                  |       |                  |      |
| 6 augustus     | Barcelona | Zuid-Korea       | 26-25 | Duitsland        |      |
| Bronzen finale |           |                  |       |                  |      |
| 8 augustus     | Barcelona | Duitsland        | 20-24 | Gezamenlijk team |      |

### Hockey

#### Mannen
| Olympiër | Discipline | Resultaat | Prestatie |
| --- | ---------- | --------- | --- |
| Michael Knauth Christopher Reitz Jan-Peter Tewes Carsten Fischer Christian Blunck Stefan Saliger Michael Metz Christian Mayerhöfer Sven Meinhardt Andreas Keller Michael Hilgers Andreas Becker Stefan Tewes Klaus Michler Volker Fried Oliver Kurtz | mannen     | Goud      | groep A: 2de W van India: 3-0 W van Groot-Brittannië: 2-0 G van Australië: 1-1 W van Egypte: 8-2 W van Argentinië: 2-1 halve finale: W van Pakistan: 2-1 finale: W van Australië: 2-1 |

| Groep A |                  |             |             |             |             |            |            |            |        |
| #       | Land             | Wedstrijden | Wedstrijden | Wedstrijden | Wedstrijden | Doelpunten | Doelpunten | Doelpunten | Punten |
| #       | Land             | G           | W           | G           | V           | V          | T          | Saldo      | Punten |
| 1       | Australië        | 5           | 4           | 1           | 0           | 20         | 2          | +18        | 9      |
| 2       | Duitsland        | 5           | 4           | 1           | 0           | 16         | 4          | +12        | 9      |
| 3       | Groot-Brittannië | 5           | 3           | 0           | 2           | 7          | 10         | -3         | 6      |
| 4       | India            | 5           | 2           | 0           | 3           | 4          | 8          | -4         | 4      |
| 5       | Argentinië       | 5           | 1           | 0           | 4           | 3          | 12         | -9         | 2      |
| 6       | Egypte           | 5           | 0           | 0           | 5           | 4          | 18         | -14        | 0      |

| Ronde        | Datum     | Plaats    | Land | Score            | Land |
| ------------ | --------- | --------- | ---- | ---------------- | ---- |
| Groepsfase   |           |           |      |                  |      |
| 26 juli      | Barcelona | India     | 0-3  | Duitsland        |      |
| 28 juli      | Barcelona | Duitsland | 2-0  | Groot-Brittannië |      |
| 30 juli      | Barcelona | Australië | 1-1  | Duitsland        |      |
| 1 augustus   | Barcelona | Duitsland | 8-2  | Egypte           |      |
| 3 augustus   | Barcelona | Duitsland | 2-1  | Argentinië       |      |
| Halve finale |           |           |      |                  |      |
| 5 augustus   | Barcelona | Pakistan  | 1-2  | Duitsland        |      |
| Finale       |           |           |      |                  |      |
| 8 augustus   | Barcelona | Australië | 1-2  | Duitsland        |      |

#### Vrouwen
| Olympiër | Discipline | Resultaat | Prestatie |
| --- | ---------- | --------- | --- |
| Susanne Wollschläger Bianca Weiß Tanja Dickenscheid Susanne Müller Nadine Ernsting-Krienke Simone Thomaschinski Irina Kuhnt Anke Wild Franziska Hentschel Tina Peters Eva Hagenbäumer Britta Becker Caren Jungjohann Christine Ferneck Heike Lätzsch Katrin Kauschke | vrouwen    | Zilver    | groep A: 1ste G van Spanje: 2-2 W van Australië: 1-0 W van Canada: 4-0 halve finale: W van Groot-Brittannië: 2-1 finale: V van Spanje: 1-2 |

| Groep A |           |             |             |             |             |            |            |            |        |
| #       | Land      | Wedstrijden | Wedstrijden | Wedstrijden | Wedstrijden | Doelpunten | Doelpunten | Doelpunten | Punten |
| #       | Land      | G           | W           | G           | V           | V          | T          | Saldo      | Punten |
| 1       | Duitsland | 3           | 2           | 1           | 0           | 7          | 2          | +5         | 5      |
| 2       | Spanje    | 3           | 2           | 1           | 0           | 5          | 3          | +2         | 5      |
| 3       | Australië | 3           | 1           | 0           | 2           | 2          | 2          | 0          | 2      |
| 4       | Canada    | 3           | 0           | 0           | 3           | 1          | 8          | -7         | 0      |

| Ronde        | Datum     | Plaats    | Land | Score            | Land |
| ------------ | --------- | --------- | ---- | ---------------- | ---- |
| Groepsfase   |           |           |      |                  |      |
| 27 juli      | Barcelona | Spanje    | 2-2  | Duitsland        |      |
| 29 juli      | Barcelona | Australië | 0-1  | Duitsland        |      |
| 2 augustus   | Barcelona | Canada    | 0-4  | Duitsland        |      |
| Halve finale |           |           |      |                  |      |
| 4 augustus   | Barcelona | Duitsland | 2-1  | Groot-Brittannië |      |
| Finale       |           |           |      |                  |      |
| 7 augustus   | Barcelona | Duitsland | 1-2  | ' Duitsland      |      |

### Judo
| Olympiër            | Discipline | Resultaat | Prestatie |
| ------------------- | ---------- | --------- | --------- |
| Richard Trautmann   | -60kg (m)  | Brons     |           |
| Udo Quellmalz       | -65kg (m)  | Brons     |           |
| Stefan Dott         | -71kg (m)  | 5e        |           |
| Daniel Lascau       | -78kg (m)  | 34e       |           |
| Axel Lobenstein     | -86kg (m)  | 5e        |           |
| Detlef Knorrek      | -95kg (m)  | 32e       |           |
| Henry Stöhr         | +95kg (m)  | 13e       |           |
|                     |            |           |           |
| Kerstin Emich       | -48kg (v)  | 16e       |           |
| Gudrun Hausch       | -56kg (v)  | 18e       |           |
| Frauke Eickhoff     | -61kg (v)  | 5e        |           |
| Alexandra Schreiber | -66kg (v)  | 5e        |           |
| Regina Schüttenhelm | -72kg (v)  | 5e        |           |
| Claudia Weber       | +72kg (v)  | 5e        |           |

### Kanovaren
| Olympiër                                                                       | Discipline    | Resultaat | Prestatie                                                                             |
| Slalom                                                                         | Slalom        | Slalom    | Slalom                                                                                |
| ------------------------------------------------------------------------------ | ------------- | --------- | ------------------------------------------------------------------------------------- |
| Sören Kaufmann                                                                 | C-1 (m)       | 17e       | 124,80                                                                                |
| Martin Lang                                                                    | C-1 (m)       | 6e        | 119,19                                                                                |
| Manfred Berro Michael Trummer                                                  | C-2 (m)       | 9e        | 132,83                                                                                |
| Frank Hemmer Thomas Loose                                                      | C-2 (m)       | 13e       | 136,03                                                                                |
| Rüdiger Hübbers Udo Raumann                                                    | C-2 (m)       | 14e       | 146,05                                                                                |
| Thomas Becker                                                                  | K-1 (m)       | 26e       | 119,38                                                                                |
| Jochen Lettmann                                                                | K-1 (m)       | Brons     | 108,52                                                                                |
| Jens Vorsatz                                                                   | K-1 (m)       | 29e       | 120,51                                                                                |
|                                                                                |               |           |                                                                                       |
| Elisabeth Micheler-Jones                                                       | K-1 (v)       | Goud      | 126,41                                                                                |
| Eva Roth                                                                       | K-1 (v)       | 4e        | 132,29                                                                                |
| Kordula Striepecke                                                             | K-1 (v)       | 6e        | 134,49                                                                                |
| Sprint                                                                         |               |           |                                                                                       |
| Olaf Heukrodt                                                                  | C-1 500m (m)  | Brons     | serie 1: 2de in 1.53,91 halve finale 1: 2de in 1.53,74 finale: 3de in 1.53,00         |
| Matthias Röder                                                                 | C-1 1000m (m) | 4e        | serie 1: 1ste in 4.02,57 halve finale 1: 1ste in 4.02,94 finale: 4de in 4.08,96       |
| Ulrich Papke Ingo Spelly                                                       | C-2 500m (m)  | Zilver    | serie 2: 1ste in 1.40,53 finale: 2de in 1.41,68                                       |
| Ulrich Papke Ingo Spelly                                                       | C-2 1000m (m) | Goud      | serie 1: 1ste in 3.32,08 finale: 1ste in 3.37,42                                      |
| Jens Stegemann                                                                 | K-1 1000m (m) | 14e       | serie 3: 3de in 3.43,22 herkansingen: 1ste in 3.33,15 halve finale 1: 8ste in 3.41,72 |
| Kay Bluhm Torsten Gutsche                                                      | K-2 500m (m)  | Goud      | serie 2: 1ste in 1.33,95 halve finale 2: 1ste in 1.28,11 finale: 1ste in 1.28,27      |
| Kay Bluhm Torsten Gutsche                                                      | K-2 1000m (m) | Goud      | serie 2: 1ste in 3.13,36 halve finale 2: 1ste in 3.17,64 finale: 1ste in 3.16,10      |
| Oliver Kegel Thomas Reineck Mario von Appen André Wohllebe                     | K-2 500m (m)  | Goud      | serie 3: 1ste in 2.52,17 halve finale 1: 1ste in 2.54,80 finale: 1ste in 2.54,18      |
|                                                                                |               |           |                                                                                       |
| Birgit Fischer-Schmidt                                                         | K-1 500m (v)  | Goud      | serie 1: 1ste in 1.52,49 halve finale 1: 2de in 1.52,13 finale: 1ste in 1.51,80       |
| Ramona Portwich Anke Nothnagel-von Seck                                        | K-2 500m (v)  | Goud      | serie 1: 1ste in 1.41,82 halve finale 1: 1ste in 1.40,50 finale: 1ste in 1.40,29      |
| Katrin Borchert Ramona Portwich Birgit Fischer-Schmidt Anke Nothnagel-von Seck | K-4 500m (v)  | Zilver    | serie 2: 3de in 3.14,13 halve finale 1: 1ste in 1.37,48 finale: 2de in 1.38,47        |

### Moderne vijfkamp
| Olympiër                                       | Discipline  | Resultaat | Prestatie    |
| ---------------------------------------------- | ----------- | --------- | ------------ |
| Ulrich Czermak                                 | individueel | 45e       | 4893 punten  |
| Dirk Knappheide                                | individueel | 22e       | 5195 punten  |
| Pawel Olszewski                                | individueel | 49e       | 4843 punten  |
| Ulrich Czermak Dirk Knappheide Pawel Olszewski | team        | 11e       | 14931 punten |

### Roeien
| Olympiër | Discipline      | Resultaat | Prestatie                                                                                                   |
| --- | --------------- | --------- | --- |
| Thomas Lange | skiff (m)       | Goud      | serie 3: 1ste in 7.08,13 halve finale 1: 1ste in 6.54,54 finale: 1ste in 6.51,40                            |
| Christian Händle Jens Köppen Peter Uhrig | dubbel-twee (m) | 8e        | serie 3: 1ste in 6.28,24 halve finale 2: 4de in 6.23,61 finale B: 2de in 6.24,27                            |
| Peter Hoeltzenbein Colin von Ettingshausen | twee-zonder (m) | Zilver    | serie 1: 1ste in 6.41,45 halve finale 1: 2de in 6.33,72 finale: 2de in 6.32,68                              |
| Michael Peter Peter Thiede Thomas Woddow | twee-met (m)    | 4e        | serie 2: 4de in 7.07,60 herkansingen: 1ste in 7.12,78 halve finale 1: 2de in 6.53,53 finale: 4de in 6.56,98 |
| Andreas Hajek Michael Steinbach Stephan Volkert André Willms                                                                                       | dubbel-vier (m) | Goud      | serie 1: 1ste in 5.45,65 halve finale 1: 1ste in 5.46,65 finale: 1ste in 5.45,17                            |
| Dirk Balster Matthias Ungemach Markus Vogt Armin Weyrauch                                                                                          | vier-zonder (m) | 4e        | serie 2: 3de in 6.09,07 halve finale 2: 2de in 5.59,38 finale: 4de in 5.58,39                               |
| Ralf Brudel Karsten Finger Uwe Kellner Thoralf Peters Hendrik Reiher                                                                               | vier-met (m)    | Zilver    | serie 1: 1ste in 6.21,47 finale: 2de in 6.00,34                                                             |
| Roland Baar Armin Eichholz Detlef Kirchhoff Manfred Klein Bahne Rabe Frank Richter Hans Sennewald Thorsten Streppelhoff Ansgar Wessling            | acht (m)        | Zilver    | serie 2: 2de in 5.32,98 halve finale 2: 1ste in 5.35,60 finale: 3de in 5.31,00                              |
| |                 |           | |
| Beate Schramm | skiff (v)       | 12e       | serie 2: 3de in 8.00,81 halve finale 2: 4de in 7.53,22 finale B: 6de                                        |
| Kathrin Boron Kerstin Köppen | dubbel-twee (v) | Goud      | serie 1: 1ste in 7.16,74 halve finale 1: 1ste in 7.01,32 finale: 1ste in 6.49,00                            |
| Inge Althoff-Schwerzmann Stefani Werremeier | twee-zonder (v) | Zilver    | serie 3: 2de in 7.43,60 halve finale 1: 3de in 7.14,71 finale: 2de in 7.07,96                               |
| Kerstin Müller Kristina Mundt Birgit Peter Sybille Schmidt                                                                                         | dubbel-vier (v) | Goud      | serie 1: 1ste in 6.24,70 finale: 1ste in 6.20,18                                                            |
| Antje Frank Annette Hohn Gabriele Mehl Birte Siech                                                                                                 | vier-zonder (v) | Brons     | serie 2: 1ste in 6.49,73 finale: 3de in 6.32,34                                                             |
| Sylvia Dördelmann Kathrin Haacker Christiane Harzendorf Daniela Neunast Cerstin Petersmann Dana Pyritz Ute Wagnere Annegret Strauch Judith Zeidler | acht (v)        | Brons     | serie 2: 1ste in 6.11,70 finale: 3de in 6.07,80                                                             |

### Paardensport
| Olympiër                                                              | Discipline  | Resultaat | Prestatie                                                            |
| Dressuur                                                              | Dressuur    | Dressuur  | Dressuur                                                             |
| --------------------------------------------------------------------- | ----------- | --------- | -------------------------------------------------------------------- |
| Klaus Balkenhol                                                       | individueel | Brons     | Grand Prix: 3de met 1694 punten finale: 3de met 1515 punten          |
| Monica Theodorescu                                                    | individueel | 17e       | Grand Prix: 17de met 1676 punten                                     |
| Nicole Uphoff-Becker                                                  | individueel | Goud      | Grand Prix: 1ste met 1768 punten finale: 1ste met 1626 punten        |
| Isabell Werth                                                         | individueel | Zilver    | Grand Prix: 2de met 1762 punten finale: 2de met 1551 punten          |
| Klaus Balkenhol Monica Theodorescu Nicole Uphoff-Becker Isabell Werth | team        | Goud      | 5224 punten                                                          |
| Eventing                                                              |             |           |                                                                      |
| Matthias Baumann                                                      | individueel | 34e       | 157,40 strafpunten                                                   |
| Herbert Blöcker                                                       | individueel | Zilver    | 81,30 strafpunten                                                    |
| Ralf Ehrenbrink                                                       | individueel | 11e       | 108,60 strafpunten                                                   |
| Cord Mysegaes                                                         | individueel | 13e       | 110,40 strafpunten                                                   |
| Matthias Baumann Herbert Blöcker Ralf Ehrenbrink Cord Mysegaes        | team        | Brons     | 300,30 strafpunten                                                   |
| Springconcours                                                        |             |           |                                                                      |
| Otto Becker                                                           | individueel | 50e       | kwalificatie: 50ste met 127,50 punten                                |
| Ludger Beerbaum                                                       | individueel | Goud      | kwalificatie: 23ste met 165,50 punten finale: 1ste met 0 strafpunten |
| Franke Sloothaak                                                      | individueel | 72e       | kwalificatie: 72ste met 52,00 punten                                 |
| Sören von Rönne                                                       | individueel | 26e       | kwalificatie: 2de met 215,50 punten finale: 26ste met 12 strafpunten |
| Otto Becker Ludger Beerbaum Franke Sloothaak Sören von Rönne          | team        | 11e       | 56,50 strafpunten                                                    |

### Schermen
| Olympiër                                                                                   | Discipline      | Resultaat | Prestatie |
| ------------------------------------------------------------------------------------------ | --------------- | --------- | --- |
| Elmar Borrmann                                                                             | degen (m)       | 5e        | 1ste ronde groep 6: 1ste met 6 overwinningen                                                                                              |
| Robert Felisiak                                                                            | degen (m)       | 9e        | 1ste ronde groep 4: 2de met 5 overwinningen                                                                                               |
| Arnd Schmitt                                                                               | degen (m)       | 29e       | 1ste ronde groep 10: 3de met 3 overwinningen                                                                                              |
| Elmar Borrmann Robert Felisiak Uwe Proske Wladimir Reznitschenko Arnd Schmitt              | degen team (m)  | Goud      | 1ste ronde groep 3: 3de met 1 overwinning kwartfinale: W van Italië: 8-2 halve finale: W van EUN: 8-7 finale: W van Hongarije: 8-4        |
| Ulrich Schreck                                                                             | floret (m)      | 18e       | 1ste ronde groep 6: 1ste met 4 overwinningen                                                                                              |
| Udo Wagner                                                                                 | floret (m)      | 4e        | 1ste ronde groep 3: 3de met 4 overwinningen                                                                                               |
| Thorsten Weidner                                                                           | floret (m)      | 25e       | 1ste ronde groep 1: 2de met 4 overwinningen                                                                                               |
| Alexander Koch Ulrich Schreck Udo Wagner Thorsten Weidner Ingo Weißenborn                  | floret team (m) | Goud      | 1ste ronde groep 4: 1ste met 3 overwinningen kwartfinale: W van Frankrijk: 9-5 halve finale: W van Hongarije: 8-5 finale: W van Cuba: 8-8 |
| Felix Becker                                                                               | sabel (m)       | 14e       | 1ste ronde groep 3: 1ste met 4 overwinningen                                                                                              |
| Jörg Kempenich                                                                             | sabel (m)       | 17e       | 1ste ronde groep 1: 1ste met 4 overwinningen                                                                                              |
| Jürgen Nolte                                                                               | sabel (m)       | 8e        | 1ste ronde groep 2: 2de met 3 overwinningen                                                                                               |
| Felix Becker Jacek Huchwajda Jörg Kempenich Jürgen Nolte Steffen Wiesinger                 | sabel team (m)  | Goud      | 1ste ronde groep 1: 4de met 2 overwinningen                                                                                               |
|                                                                                            |                 |           | |
| Sabine Bau                                                                                 | floret (v)      | 7e        | 1ste ronde groep 3: 4de met 2 overwinningen                                                                                               |
| Annette Dobmeier                                                                           | floret (v)      | 34e       | 1ste ronde groep 7: 4de met 2 overwinningen                                                                                               |
| Zita-Eva Funkenhauser                                                                      | floret (v)      | 13e       | 1ste ronde groep 4: 2de met 4 overwinningen                                                                                               |
| Sabine Bau Annette Dobmeier Anja Fichtel-Mauritz Zita-Eva Funkenhauser Monika Weber-Koszto | floret team (v) | Zilver    | 1ste ronde groep 3: 1ste met 2 overwinningen                                                                                              |

### Schietsport
| Olympiër                   | Discipline                 | Resultaat | Prestatie                                                                                    |
| -------------------------- | -------------------------- | --------- | -------------------------------------------------------------------------------------------- |
| Hans Riederer              | 10m luchtgeweer (m)        | Brons     | kwalificatie: 8ste met 590 punten finale: 3de met 691,7 punten                               |
| Matthias Stich             | 10m luchtgeweer (m)        | 13e       | kwalificatie: 13de met 588 punten                                                            |
| Hubert Bichler             | 50m geweer 3 houdingen (m) | 17e       | kwalificatie: 17de met 1158 punten (399-370-389)                                             |
| Bernd Rücker               | 50m geweer 3 houdingen (m) | 29e       | kwalificatie: 29ste met 1151 punten (395-373-383)                                            |
| Hubert Bichler             | 50m geweer liggend (m)     | 4e        | kwalificatie: 1ste met 598 punten (OR) finale: 4de met 701,1 punten                          |
| Bernd Rücker               | 50m geweer liggend (m)     | 10e       | kwalificatie: 10de met 596 punten                                                            |
| Gernot Eder                | 50m pistool (m)            | 20e       | kwalificatie: 20ste met 554 punten                                                           |
| Hans-Jürgen Neumaier-Bauer | 50m pistool (m)            | 33e       | kwalificatie: 33ste met 547 punten                                                           |
| René Osthold               | 25m snelvuurpistool (m)    | 15e       | kwalificatie: 15de met 583 punten (289-294)                                                  |
| Ralf Schumann              | 25m snelvuurpistool (m)    | Goud      | kwalificatie: 1ste met 594 punten (299-295) finale: 1ste met 885 punten (OR)                 |
| Gernot Eder                | 10m luchtpistool (m)       | 19e       | kwalificatie: 19de met 576 punten                                                            |
| Hans-Jürgen Neumaier-Bauer | 10m luchtpistool (m)       | 12e       | kwalificatie: 12de met 578 punten                                                            |
| Michael Jakosits           | 10m bewegend doel (m)      | Goud      | kwalificatie: 1ste met 580 punten (290-290) (OR) finale: 1ste met 673 punten (OR)            |
| Jens Zimmermann            | 10m bewegend doel (m)      | 6e        | kwalificatie: 3de met 578 punten (292-286) finale: 6de met 667 punten                        |
|                            |                            |           |                                                                                              |
| Sonja Pfeilschifter        | 10m luchtgeweer (v)        | 30e       | kwalificatie: 30ste met 386 punten                                                           |
| Silvia Sperber             | 10m luchtgeweer (v)        | 9e        | kwalificatie: 9de met 392 punten                                                             |
| Sonja Pfeilschifter        | 50m geweer 3 houdingen (v) | 28e       | kwalificatie: 28ste met 569 punten (195-188-196)                                             |
| Silvia Sperber             | 50m geweer 3 houdingen (v) | 20e       | kwalificatie: 20ste met 574 punten (192-188-194)                                             |
| Liselotte Breker           | 25m pistool (v)            | 10e       | kwalificatie: 10de met 577 punten                                                            |
| Margit Stein               | 25m pistool (v)            | 26e       | kwalificatie: 26ste met 571 punten                                                           |
| Liselotte Breker           | 10m luchtpistool (v)       | 15e       | kwalificatie: 15de met 377 punten                                                            |
| Margit Stein               | 10m luchtpistool (v)       | 15e       | kwalificatie: 15de met 377 punten                                                            |
|                            |                            |           |                                                                                              |
| Matthias Dunkel            | skeet                      | 50e       | kwalificatie: 50ste met 141 punten                                                           |
| Bernhard Hochwald          | skeet                      | 16e       | kwalificatie: 19de met 147 punten halve finale: 16de met 196 punten                          |
| Axel Wegner                | skeet                      | 25e       | kwalificatie: 25ste met 145 punten                                                           |
| Jörg Damme                 | trap                       | 4e        | kwalificatie: 2de met 148 punten halve finale: 6de met 195 punten finale: 4de met 218 punten |

### Schoonspringen
| Olympiër      | Discipline    | Resultaat | Prestatie                                                       |
| ------------- | ------------- | --------- | --------------------------------------------------------------- |
| Jan Hempel    | 3m plank (m)  | 18e       | voorronde: 18de met 353,85 punten                               |
| Albin Killat  | 3m plank (m)  | 10e       | voorronde: 3de met 392,10 punten finale: 10de met 556,35 punten |
| Jan Hempel    | 10m toren (m) | 4e        | voorronde: 3de met 426,27 punten finale: 4de met 574,17 punten  |
| Michael Kühne | 10m toren (m) | 7e        | voorronde: 6de met 393,21 punten finale: 7de met 558,54 punten  |
|               |               |           |                                                                 |
| Brita Baldus  | 3m plank (v)  | Brons     | voorronde: 2de met 312,90 punten finale: 3de met 503,07 punten  |
| Simona Koch   | 3m plank (v)  | 7e        | voorronde: 10de met 281,46 punten finale: 7de met 468,96 punten |
| Monika Kühn   | 10m toren (v) | 20e       | voorronde: 20ste met 270,51 punten                              |
| Ute Wetzig    | 10m toren (v) | 14e       | voorronde: 14de met 284,13 punten                               |

### Synchroonzwemmen
| Olympiër                     | Discipline | Resultaat | Prestatie                             |
| ---------------------------- | ---------- | --------- | ------------------------------------- |
| Monika Müller                | solo       | 14e       | kwalificatie: 14de met 174,347 punten |
| Monika Müller Margit Schreib | duet       | 14e       | kwalificatie: 14de met 172,170 punten |

### Tafeltennis
| Olympiër                        | Discipline     | Resultaat | Prestatie |
| ------------------------------- | -------------- | --------- | --- |
| Steffen Fetzner                 | enkelspel (m)  | 9e        | groep N: 1ste W van PRK Kim: 2-1 W van JPN Watanabe: 2-1 W van CHI Núñez: 2-0 2de ronde: V van SWE Persson: 0-3 (13-21, 17-21, 11-21) |
| Jörg Roßkopf                    | enkelspel (m)  | 5e        | groep E: 1ste W van CAN Ng: 2-0 W van EUN Mazoenov: 2-0 W van JAM Hyatt: 2-0 2de ronde: W van PRK Ri: 3-1 (21-13, 21-14, 18-21, 21-15) kwartfinale: V van SWE Waldner: 1-3 (15-21, 14-21, 21-18, 17-21) |
| Steffen Fetzner Jörg Roßkopf    | dubbelspel (m) | Zilver    | groep C: 1ste W van CHI Morales/NUnez: 2-0 W van JPN Matsushita/Shibutani: 2-0 W van FRA Chatelain/Chila: 2-0 kwartfinale: W van Onafhankelijk deelnemer Grujić/Lupulesku: 3-0 (21-18, 21-13, 21-17) halve finale: W van KOR Kang/Lee: 3-0 (21-15, 24-22, 22-20) finale: V van CHN Lü/Wang: 2-3 (24-26, 21-18, 18-21, 21-13, 14-21) |
|                                 |                |           | |
| Olga Nemes                      | enkelspel (v)  | 17e       | groep K: 2de V van KOR Hong: 0-2 W van CHI Tepes: 2-0 W van USA Gee: 2-0 |
| Elke Schall-Wosik               | enkelspel (v)  | 33e       | groep B: 3de V van ITA Arisi: 1-2 V van CHN Qiao: 1-2 W van RSA Roberts: 2-0 |
| Elke Schall-Wosik Nicole Struse | dubbelspel (v) | 9e        | groep A: 2de V van CHN Chen/Gao: 0-2 W van ROU Coisu/Năstase: 2-1 W van PER González/Montes: 2-0 |

### Tennis
| Olympiër                   | Discipline     | Resultaat | Prestatie |
| -------------------------- | -------------- | --------- | --- |
| Boris Becker               | enkelspel (m)  | 9e        | 1ste ronde: W van NOR Ruud: 3-6, 7-6(2), 5-7, 7-6(2), 6-3 2de ronde: W van MAR El Aynaoui: 6-4, 5-7, 6-4, 6-0 3de ronde: V van FRA Santoro: 1-6, 6-3, 1-6, 3-6 |
| Carl-Uwe Steeb             | enkelspel (m)  | 9e        | 1ste ronde: W van ROU Pavel: 7-5, 6-2, 6-2 2de ronde: W van GER Stich: 6-4, 6-2, 4-6, 6-3 3de ronde: V van MEX Lavalle: 4-6, 6-3, 3-6, 2-6 |
| Michael Stich              | enkelspel (m)  | 9e        | 1ste ronde: W van AUS Fromberg: 6-3, 3-6, 6-1, 3-6, 6-3 2de ronde: V van GER Steeb: 4-6, 2-6, 6-4, 3-6 |
| Boris Becker Michael Stich | dubbelspel (m) | 9e        | 1ste ronde: W van MAR Alami/El Aynaoui: walk-over 2de ronde: W van GRE Bavelas/Efraimoglou: 6-1, 6-3, 6-4 kwartfinale: W van ESP Casal/Sanchez: 6-3, 4-6, 7-6(9), 5-7, 6-3 halve finale: W van ARG Frana/Miniussi: 7-6(3), 6-2, 6-7(4), 2-6, 6-4 finale: W van RSA Ferreira/Norval: 7-6(5), 4-6, 7-6(5), 6-3 |
|                            |                |           | |
| Steffi Graf                | enkelspel (v)  | Zilver    | 1ste ronde: W van MEX Novelo: 6-1, 6-1 2de ronde: W van NED Schultz: 6-1, 6-0 3de ronde: W van BUL Maleeva: 6-3, 6-4 kwartfinale: W van BEL Appelmans: 6-1, 6-0 halve finale: W van USA Fernandez: 6-4, 6-2 finale: V van USA Capriati: 6-3, 3-6, 4-6                                                        |
| Anke Huber                 | enkelspel (v)  | 5e        | 1ste ronde: W van JPN Sawamatsu: 6-0, 4-6, 6-2 2de ronde: W van AUT Paulus: 6-4, 6-1 3de ronde: W van NED Muns-Jagerman: 7-5, 7-6(3) kwartfinale: V van USA Capriati: 3-6, 6-7(1) |
| Barbara Rittner            | enkelspel (v)  | 9e        | 1ste ronde: W van ARG Labat: 6-3, 6-3 2de ronde: W van FRA Tauziat: 6-3, 6-2 3de ronde: V van ESP Vicario: 6-4, 3-6, 1-6 |
| Steffi Graf Anke Huber     | dubbelspel (v) | 9e        | 1ste ronde: W van INA Wibowo/Basuki: 6-2, 6-3 2de ronde: V van USA Fernández/Fernández: 6-7(3), 4-6 |

### Waterpolo
| Olympiër | Discipline | Resultaat | Prestatie |
| --- | ---------- | --------- | --- |
| Frank Otto Uwe Sterzik Ingo Borgmann Hagen Stamm Dirk Theismann René Reimann Piotr Bukowski Raúl de la Peña Jörg Dresel Torsten Dresel Carsten Kusch Guido Reibel | mannen     | 7e        | groep A: 4de G van Frankrijk: 7-7 V van Gezamenlijk team: 7-11 W van Tsjecho-Slowakije: 15-9 G van Australië: 7-7 V van Verenigde Staten: 2-7 groep 5-8ste plek: 3de V van Hongarije: 7-8 W van Cuba: 10-6 |

| Groep A |                  |             |             |             |             |        |        |        |        |
| #       | Land             | Wedstrijden | Wedstrijden | Wedstrijden | Wedstrijden | Punten | Punten | Punten | Punten |
| #       | Land             | G           | W           | G           | V           | V      | T      | Saldo  | Punten |
| 1       | Gezamenlijk team | 5           | 5           | 0           | 0           | 50     | 32     | +18    | 10     |
| 2       | Verenigde Staten | 5           | 4           | 0           | 1           | 40     | 24     | +16    | 8      |
| 3       | Australië        | 5           | 2           | 1           | 2           | 44     | 41     | +3     | 5      |
| 4       | Duitsland        | 5           | 2           | 0           | 3           | 38     | 41     | -3     | 4      |
| 5       | Frankrijk        | 5           | 1           | 1           | 3           | 38     | 42     | -4     | 3      |
| 6       | Tsjechië         | 5           | 0           | 0           | 5           | 33     | 63     | -30    | 0      |

| Ronde      | Datum     | Plaats           | Land | Score             | Land |
| ---------- | --------- | ---------------- | ---- | ----------------- | ---- |
| Groepsfase |           |                  |      |                   |      |
| 1 augustus | Barcelona | Duitsland        | 7-7  | Frankrijk         |      |
| 2 augustus | Barcelona | Duitsland        | 7-11 | Gezamenlijk team  |      |
| 3 augustus | Barcelona | Duitsland        | 15-9 | Tsjecho-Slowakije |      |
| 5 augustus | Barcelona | Duitsland        | 7-7  | Australië         |      |
| 6 augustus | Barcelona | Verenigde Staten | 7-2  | Duitsland         |      |

| Groep 5-8ste plaats |           |             |             |             |             |        |        |        |        |
| #                   | Land      | Wedstrijden | Wedstrijden | Wedstrijden | Wedstrijden | Punten | Punten | Punten | Punten |
| #                   | Land      | G           | W           | G           | V           | V      | T      | Saldo  | Punten |
| 1                   | Australië | 3           | 2           | 1           | 0           | 23     | 20     | +3     | 5      |
| 2                   | Hongarije | 3           | 2           | 0           | 1           | 28     | 27     | +1     | 4      |
| 3                   | Duitsland | 3           | 1           | 1           | 1           | 24     | 21     | +3     | 3      |
| 4                   | Cuba      | 3           | 0           | 0           | 3           | 22     | 29     | -7     | 0      |

| Ronde      | Datum     | Plaats    | Land | Score     | Land |
| ---------- | --------- | --------- | ---- | --------- | ---- |
| Groepsfase |           |           |      |           |      |
| 8 augustus | Barcelona | Duitsland | 7-8  | Hongarije |      |
| 9 augustus | Barcelona | Duitsland | 10-6 | Cuba      |      |

### Wielersport
| Olympiër                                                                 | Discipline                    | Resultaat | Prestatie |
| Baan                                                                     | Baan                          | Baan      | Baan |
| ------------------------------------------------------------------------ | ----------------------------- | --------- | --- |
| Jens Fiedler                                                             | sprint (m)                    | Goud      | kwalificatie: 1ste in 10,252 1ste ronde: W van NZL Andrews: 11,339 2de ronde: 1ste in 11,285 kwartfinale: W van USA Carpenter: 2-0 halve finale: W van ITA Chiappa: 2-0 finale: W van AUS Neiwand: 2-0            |
| Jens Glücklich                                                           | tijdrit (m)                   | 4e        | 1.04,798 |
| Guido Fulst                                                              | puntenkoers (m)               | 7e        | 1ste ronde serie 2: 6de met 21 punten (op 1 ronde) finale: 7de met 24 punten |
| Jens Lehmann                                                             | individuele achtervolging (m) | Zilver    | kwalificatie: 2de in 4.30,054 kwartfinale: W van EUN Honchenkov: 4.27,715 halve finale: W van NZL Anderson: 4.27,230 finale: V van GBR Boardman: gedubbeld                                                        |
| Guido Fulst Michael Glöckner Jens Lehmann Stefan Steinweg Andreas Walzer | ploegenachtervolging (m)      | Goud      | kwalificatie: 2de in 4.19,934 kwartfinale: W van Nieuw-Zeeland: 4.10,980 halve finale: W van Denemarken: 4.10,446 finale: W van Australië: 4.08,791                                                               |
|                                                                          |                               |           | |
| Annett Neumann                                                           | sprint (v)                    | Zilver    | kwalificatie: 3de in 11,689 1ste ronde: 2de 1ste ronde herkansingen: W van USA Paraskevin-Young: 12,238 kwartfinale: W van CAN Dubnicoff: 2-0 halve finale: W van NED Haringa: 2-1 finale: V van EST Salumäe: 1-2 |
| Petra Rossner                                                            | individuele achtervolging (v) | Goud      | kwalificatie: 2de in 3.43,091 kwartfinale: W van NED van Moorsel: 3.41,509 halve finale: W van DEN Malmberg: 3.48,517 finale: W van AUS Watt: 3.41,753                                                            |
| Weg                                                                      |                               |           | |
| Christian Meyer                                                          | wegwedstrijd (m)              | 68e       | 4:35.56 |
| Steffen Wesemann                                                         | wegwedstrijd (m)              | 30e       | 4:35.56 |
| Erik Zabel                                                               | wegwedstrijd (m)              | 4e        | 4:35.56 |
| Bernd Dittert Christian Meyer Uwe Peschel Michael Rich                   | ploegentijdrit (m)            | Goud      | 2:01.39 |
|                                                                          |                               |           | |
| Jutta Niehaus                                                            | wegwedstrijd (v)              | 44e       | 2:09.42 |
| Viola Paulitz                                                            | wegwedstrijd (v)              | 19e       | 2:05.03 |
| Petra Rossner                                                            | wegwedstrijd (v)              | 28e       | 2:05.03 |

### Worstelen
| Olympiër           | Discipline  | Resultaat   | Prestatie |
| Vrije stijl        | Vrije stijl | Vrije stijl | Vrije stijl |
| ------------------ | ----------- | ----------- | --- |
| Reiner Heugabel    | -48kg (m)   | 6e          | groep B: 3de W van POL Szostecki: 9-0 W van TUN Sammari: 3-0 V van PRK Kim: 4-10 V van EUN Orujov 5-6de plek: V van USA Vanni: 0-1                                                                  |
| Jürgen Scheibe     | -57kg (m)   | 7e          | groep A: 4de W van Onafhankelijk deelnemer Šorov: 6-2 W van NGR Dorgu: 5-0 V van PRK Kim: 0-5 V van EUN Smal: 0-6 7-8ste plek: W van CAN Dawson                                                     |
| Karsten Polky      | -62kg (m)   | 9e          | groep A: 5de W van RSA du Plessis: 5-3 W van JPN Adachi: 7-5 V van USA Smith: 0-8 V van KOR Shin: 2-5 9-10de plek: W van PUR Nieves                                                                 |
| Georg Schwabenland | -68kg (m)   | 13e         | groep B: 7de W van EST Kõiv: 4-2 G van GRE Athanasiadis: 0-0 V van KOR Ko: 0-3 |
| Alexander Leipold  | -74kg (m)   | 13e         | groep A: 7de V van KOR Park: 2-8 V van HUN Nagy: 1-2 |
| Hans Gstöttner     | -82kg (m)   | 4e          | groep A: 2de W van BUL Sofiadi: 3-2 V van EUN Zhabrailov: 1-2 W van HUN Dvorák: 4-2 W van ROU Ghiţă: 6-3 W van TCH Lohyňa: 5-1 bronzen finale: V van IRI Khadem: 0-6                                |
| Ludwig Schneider   | -90kg (m)   | 10e         | groep A: 5de V van CUB Limonta: 0-10 W van TCH Palatinus: 2-0 V van EUN Khadartsev: 1-7 V van ITA Lombardo: 0-2 9-10de plek: V van GRE Deskoulidis: 0-3                                             |
| Heiko Balz         | -100kg (m)  | Zilver      | groep A: 1ste W van IRI Gholami: 1-0 W van GRE Bourdoulis: 4-0 W van EST Aavik: 3-0 W van KOR Kim: 4-0 W van USA Coleman: 3-0 finale: V van EUN Khabelov: 1-2                                       |
| Andreas Schröder   | -130kg (m)  | 5e          | groep B: 3de W van HUN Gombos: 4-0 W van CHN Wang: 3-0 V van EUN Gobejishvili: 3-4 V van USA Baumgartner: 0-7 5-6de plek: W van IRI Soleimani                                                       |
| Grieks-Romeins     |             |             | |
| Fuat Yildiz        | -48kg (m)   | 4e          | groep B: 2de W van GUA Ramirez: 9-2 W van BUL Pelikyan: 3-1 W van CHN Jiang: 3-0 V van IRI Simkhah: 0-3 V van ITA Maenza: 0-13 bronzen finale: V van CUB Sánchez: 0-5                               |
| Olaf Brandt        | -52kg (m)   | 17e         | groep A: 9de V van EUN Ter-Mkrtychyan: 0-13 V van CUB Martínez: 0-15 |
| Rifat Yildiz       | -57kg (m)   | Zilver      | groep A: 1ste W van CUB Lara: 3-1 W van EUN Ignatenko: 6-5 W van HUN Sike: 3-0 W van FRA Mourier: 6-0 finale: V van KOR An: 5-6                                                                     |
| Mario Büttner      | -62kg (m)   | 9e          | groep A: 5de W van CHN Hu: 8-7 V van EUN Martynov: 0-4 V van USA Lee: 0-4 9-10de plek: W van GRE Arkoudeas                                                                                          |
| Claudio Pasarelli  | -68kg (m)   | 10e         | groep A: 5de W van SWE Kornbakk: 1-0 V van CUB Rodríguez : 0-1 V van IRI Chamangoli: 0-1 9-10de plek: V van ROU Cărare                                                                              |
| Thomas Zander      | -82kg (m)   | 7e          | groep B: 4de W van KOR Park: 5-2 W van SWE Frederiksson: 1-0 V van HUN Farkas: 0-1 G van Onafhankelijk deelnemer Kasum W van USA Henderson: 6-0 7-8ste plek: W van TCH Frinta: 3-1                  |
| Maik Bullmann      | -90kg (m)   | Goud        | groep B: 1ste W van EGY Ramadan: 5-0 W van TUN Naouar: 16-0 W van SWE Ljungberg: 4-0 W van IRI Babak: 3-1 finale: W van TUR Başar: 5-0                                                              |
| Andreas Steinbach  | -100kg (m)  | Goud        | groep B: 3de W van Onafhankelijk deelnemer Govedarica: 2-1 W van PAN Sandoval: 17-0 W van HUN Növényi: 4-1 V van EUN Demyashkevich: 0-2 V van CUB Milián: 4-10 5-6de plek: W van ROU Ieremciuc: 4-2 |

### Zeilen
| Olympiër                                 | Discipline        | Resultaat | Prestatie                                 |
| ---------------------------------------- | ----------------- | --------- | ----------------------------------------- |
| Timm Stade                               | Lechner A-390 (m) | 18e       | 214 punten: (14-11-15-12-16-DNF-PMS-18-4) |
| Peter Aldag                              | Finn (m)          | 15e       | 108 punten: (21-9-8-PMS-14-19-11-17)      |
| Wolfgang Hunger Rolf Schmidt             | 470 (m)           | 8e        | 82,4 punten: (PMS-DNF-8-3-7-3-1)          |
|                                          |                   |           |                                           |
| Peggy Hardwiger Christina Pinnow         | 470 (v)           | 8e        | 71,7 punten: (5-7-7-3-11-DSQ)             |
|                                          |                   |           |                                           |
| Albert Batzill Peter Lang                | flying dutchman   | 5e        | 70,4 punten: (3-5-8-7-10-6-19)            |
| Roland Gäbler Frank Parlow               | tornado           | 11e       | 90,7 punten: (9-8-18-5-18-16-3)           |
| Jörg Fricke Hans Vogt                    | star              | 6e        | 69,7 punten: (7-17-2-3-16-2-17)           |
| Thomas Flach Bernd Jäkel Jochen Schümann | soling            | Brons     | 40,1 punten: (3-10-8-6-2-3)               |

### Zwemmen
| Olympiër | Discipline            | Resultaat | Prestatie                                            |
| --- | --------------------- | --------- | ---------------------------------------------------- |
| Mark Pinger                                                                                                   | 50m vrije slag (m)    | 11e       | serie 9: 5de in 22,88 finale B: 3de in 22,88         |
| Nils Rudolph                                                                                                  | 50m vrije slag (m)    | 8e        | serie 9: 4de in 22,70 finale: 8ste in 22,73          |
| Nils Rudolph                                                                                                  | 100m vrije slag (m)   | 12e       | serie 9: 4de in 50,29 finale B: 4de in 50,62         |
| Christian Tröger                                                                                              | 100m vrije slag (m)   | 7e        | serie 9: 2de in 50,05 finale: 7de in 49,84           |
| Christian Keller                                                                                              | 200m vrije slag (m)   | 14e       | serie 7: 6de in 1.50,07 finale B: 6de in 1.50,46     |
| Steffen Zesner                                                                                                | 200m vrije slag (m)   | 7e        | serie 6: 3de in 1.48,12 finale: 7de in 1.48,84       |
| Stefan Pfeiffer                                                                                               | 400m vrije slag (m)   | 7e        | serie 5: 3de in 3.49,99 finale: 7de in 3.49,75       |
| Sebastian Wiese                                                                                               | 400m vrije slag (m)   | 6e        | serie 6: 2de in 3.50,73 finale: 6de in 3.49,06       |
| Jörg Hoffmann                                                                                                 | 1500m vrije slag (m)  | Brons     | serie 2: 1ste in 15.03,95 finale: 3de in 15.02,29    |
| Stefan Pfeiffer                                                                                               | 1500m vrije slag (m)  | 4e        | serie 2: 2de in 15.13,71 finale: 4de in 15.04,28     |
| Dirk Richter                                                                                                  | 100m rugslag (m)      | 8e        | serie 5: 3de in 56,03 finale: 8ste in 56,26          |
| Tino Weber | 100m rugslag (m)      | 11e       | serie 6: 3de in 56,27 finale B: 3de in 56,49         |
| Dirk Richter                                                                                                  | 200m rugslag (m)      | 17e       | serie 5: 3de in 2.00,94                              |
| Tino Weber | 200m rugslag (m)      | 6e        | serie 6: 2de in 1.59,40 finale: 6de in 1.59,78       |
| Christian Poswiat                                                                                             | 100m schoolslag (m)   | 26e       | serie 5: 5de in 1.03,85                              |
| Mark Warnecke                                                                                                 | 100m schoolslag (m)   | 13e       | serie 7: 4de in 1.02,48 finale B: 5de in 1.02,73     |
| Christian Poswiat                                                                                             | 200m schoolslag (m)   | 29e       | serie 4: 5de in 2.20,80                              |
| Martin Herrmann                                                                                               | 100m vlinderslag (m)  | 14e       | serie 8: 4de in 54,49 finale B: 6de in 54,94         |
| Christian Keller                                                                                              | 100m vlinderslag (m)  | 9e        | serie 6: 1ste in 54,47 finale B: 1ste in 54,30       |
| Chris-Carol Bremer                                                                                            | 200m vlinderslag (m)  | 9e        | serie 6: 3de in 2.00,49 finale B: 1ste in 1.59,93    |
| Martin Herrmann                                                                                               | 200m vlinderslag (m)  | 11e       | serie 6: 2de in 2.00,47 finale B: 3de in 2.01,14     |
| Christian Geßner                                                                                              | 200m wisselslag (m)   | 5e        | serie 7: 3de in 2.02,43 finale: 5de in 2.01,97       |
| Josef Hladky                                                                                                  | 200m wisselslag (m)   | 32e       | serie 7: 7de in 2.07,18                              |
| Christian Geßner                                                                                              | 400m wisselslag (m)   | 5e        | serie 6: 2de in 4.19,92 finale: 5de in 4.17,88       |
| Patrick Kühl                                                                                                  | 400m wisselslag (m)   | 6e        | serie 4: 2de in 4.18,68 finale: 6de in 4.19,66       |
| Dirk Richter Christian Tröger Steffen Zesner Mark Pinger Andreas Szigat Bengt Zikarsky                        | 4x100m vrije slag (m) | Brons     | serie 2: 2de in 3.19,61 finale: 3de in 3.17,90       |
| Peter Sitt Christian Tröger Andreas Szigat Stefan Pfeiffer                                                    | 4x200m vrije slag (m) | 4e        | serie 2: 2de in 7.18,21 finale: 4de in 7.16,58       |
| Tino Weber Mark Warnecke Christian Keller Bengt Zikarsky                                                      | 4x100m wisselslag (m) | Brons     | serie 2: 1ste in 3.43,00 finale: 4de in 3.40,19 (NR) |
| |                       |           |                                                      |
| Simone Osygus                                                                                                 | 50m vrije slag (v)    | 7e        | serie 6: 2de in 25,79 finale: 7de in 25,74           |
| Franziska van Almsick                                                                                         | 50m vrije slag (v)    | DSQ       | serie 7: 3de in 25,96 finale B: gediskwalificeerd    |
| Simone Osygus                                                                                                 | 100m vrije slag (v)   | 7e        | serie 5: 2de in 55,98 finale: 7de in 55,89           |
| Franziska van Almsick                                                                                         | 100m vrije slag (v)   | Brons     | serie 6: 2de in 55,40 finale: 3de in 54,94           |
| Kerstin Kielgaß                                                                                               | 200m vrije slag (v)   | Brons     | serie 3: 2de in 2.00,55 finale: 3de in 1.59,67       |
| Franziska van Almsick                                                                                         | 200m vrije slag (v)   | Zilver    | serie 3: 1ste in 1.57,90 finale: 2de in 1.58,00      |
| Dagmar Hase                                                                                                   | 400m vrije slag (v)   | Goud      | serie 5: 2de in 4.10,92 finale: 1ste in 4.07,18      |
| Kerstin Kielgaß                                                                                               | 400m vrije slag (v)   | 5e        | serie 4: 1ste in 4.12,50 finale: 5de in 4.11,52      |
| Jana Henke | 800m vrije slag (v)   | Brons     | serie 2: 1ste in 8.35,11 finale: 3de in 8.30,99      |
| Kerstin Kielgaß                                                                                               | 800m vrije slag (v)   | 9e        | serie 3: 3de in 8.43,52                              |
| Dagmar Hase                                                                                                   | 100m rugslag (v)      | 9e        | serie 4: 3de in 1.03,35 finale B: 1ste in 1.02,9     |
| Sandra Völker                                                                                                 | 100m rugslag (v)      | 16e       | serie 4: 2de in 1.02,90 finale B: 8ste in 1.04,52    |
| Dagmar Hase                                                                                                   | 200m rugslag (v)      | Zilver    | serie 6: 2de in 2.11,52 finale: 2de in 2.09,46 (NR)  |
| Marion Zoller                                                                                                 | 200m rugslag (v)      | 16e       | serie 4: 4de in 2.14,53 finale B: 1ste in 2.13,77    |
| Daniela Brendel                                                                                               | 100m schoolslag (v)   | 8e        | serie 4: 2de in 1.10,49 finale: 8ste in 1.11,05      |
| Jana Dörries                                                                                                  | 100m schoolslag (v)   | 5e        | serie 6: 3de in 1.10,00 finale: 5de in 1.09,77       |
| Daniela Brendel                                                                                               | 200m schoolslag (v)   | 10e       | serie 4: 3de in 2.32,09 finale B: 2de in 2.32,05     |
| Jana Dörries                                                                                                  | 200m schoolslag (v)   | 18e       | serie 3: 8ste in 2.34,58                             |
| Bettina Ustrowski                                                                                             | 100m schoolslag (v)   | 18e       | serie 5: 6de in 1.02,07                              |
| Franziska van Almsick                                                                                         | 100m schoolslag (v)   | 7e        | serie 5: 1ste in 1.00,02 finale: 7de in 1.00,70      |
| Bettina Ustrowski                                                                                             | 200m schoolslag (v)   | 16e       | serie 1: 2de in 2.21,49                              |
| Jana Haas | 200m wisselslag (v)   | 16e       | serie 4: 1ste in 2.17,74 finale B: 8ste in 2.20,94   |
| Daniela Hunger                                                                                                | 200m wisselslag (v)   | Brons     | serie 6: 3de in 2.15,16 finale: 3de in 2.13,92       |
| Jana Haas | 400m wisselslag (v)   | 9e        | serie 4: 3de in 4.49,93 finale B: 1ste in 4.47,74    |
| Daniela Hunger                                                                                                | 400m wisselslag (v)   | 6e        | serie 3: 3de in 4.47,39 finale: 6de in 4.47,57       |
| Franziska van Almsick Daniela Hunger Simone Osygus Manuela Stellmach Kerstin Kielgaß Annette Hadding          | 4x100m vrije slag (v) | Brons     | serie 2: 2de in 3.43,58 finale: 3de in 3.41,60       |
| Dagmar Hase Jana Dörries Franziska van Almsick Daniela Hunger Daniela Brendel Bettina Ustrowski Simone Osygus | 4x100m wisselslag (v) | Zilver    | serie 1: 2de in 4.10,62 finale: 2de in 4.05,19       |

Albanië · Algerije · Amerikaanse Maagdeneilanden · Amerikaans-Samoa · Andorra · Angola · Antigua en Barbuda · Argentinië · Aruba · Australië · Bahama's · Bahrein · Bangladesh · Barbados · België · Belize · Benin · Bermuda · Bhutan · Bolivia · Bosnië en Herzegovina · Botswana · Brazilië · Britse Maagdeneilanden · Bulgarije · Burkina Faso · Canada · Centraal-Afrikaanse Republiek · Chili · China · Chinees Taipei · Colombia · Congo-Brazzaville · Cookeilanden · Costa Rica · Cuba · Cyprus · Denemarken · Djibouti · Dominicaanse Republiek · Duitsland · Ecuador · Egypte · El Salvador · Equatoriaal-Guinea · Estland · Ethiopië · Fiji · Filipijnen · Finland · Frankrijk · Gabon · Gambia · Gezamenlijk team · Ghana · Grenada · Griekenland · Groot-Brittannië · Guam · Guatemala · Guinee · Guyana · Haïti · Honduras · Hongarije · Hongkong · Ierland · IJsland · India · Indonesië · Irak · Iran · Israël · Italië · Ivoorkust · Jamaica · Japan · Jemen · Jordanië · Kaaimaneilanden · Kameroen · Kenia · Koeweit · Kroatië · Laos · Lesotho · Letland · Libanon · Libië · Liechtenstein · Litouwen · Luxemburg · Madagaskar · Malawi · Malediven · Maleisië · Mali · Malta · Marokko · Mauritanië · Mauritius · Mexico · Monaco · Mongolië · Mozambique · Myanmar · Namibië · Nederland · Nederlandse Antillen · Nepal · Nicaragua · Nieuw-Zeeland · Niger · Nigeria · Noord-Korea · Noorwegen · Oeganda · Oman · Oostenrijk · Pakistan · Panama · Papoea-Nieuw-Guinea · Paraguay · Peru · Polen · Portugal · Puerto Rico · Qatar · Roemenië · Rwanda · Saint Vincent‑Grenadines · Salomonseilanden · Samoa · San Marino · Saoedi-Arabië · Senegal · Seychellen · Sierra Leone · Singapore · Slovenië · Soedan · Spanje · Sri Lanka · Suriname · Swaziland · Syrië · Tanzania · Thailand · Togo · Tonga · Trinidad en Tobago · Tsjaad · Tsjecho-Slowakije · Tunesië · Turkije · Uruguay · Vanuatu · Venezuela · Verenigde Arabische Emiraten · Verenigde Staten · Vietnam · Zaïre · Zambia · Zimbabwe · Zuid-Afrika · Zuid-Korea · Zweden · Zwitserland · Onafhankelijke olympische deelnemers